# Teofil Ioncu
Teofil Ioncu (n. 22 iulie 1885, Olișcani, jud. Orhei – d. 16 martie 1954, Iași) a fost un om politic român, membru al Sfatului Țării.

## Biografie
A studiat la Institutul Superior din Moscova și Școala Superioară Comercială a Universității din Leipzig. Între 1913-1914 a fost unul dintre colaboratorii permanenți ai revistei Cuvînt Moldovenesc.

## Activitatea politică
În data de 3 aprilie 1917 ia parte la ședința de constituire a P.N.M. ca membru al Comitetului de conducere, aflat sub președinția lui Paul Gore. În 20 mai 1917 este ales președinte al primului Congres Studențesc, ce are ca topic de discuție alegerea programului P.N.M. În vara aceluiași an, este trimis ca delegat scrutator din partea P.N.M. din Chișinău pe lângă Rada Ucrainei în vederea susținerii intereselor românilor din Basarabia.
După sosirea grupului condus de Ion Inculeț de la Petrograd, este trimis de Paul Gore la aceștia pentru a-i chema la luptă pentru cauza comună a tuturor moldovenilor pentru dezrobire și naționalizare, însă nu primește un răspuns favorabil. Motivația grupului era aceea că venise pentru „adâncirea revoluției”.
Este delegat, alături de Vladimir Cazacliu, Vasile Cijevschi, Ion Codreanu, Grigore Dascăl și Ștefan Holban, să reprezinte P.N.M. la Congresul popoarelor din Rusia de la Kiev din septembrie 1917, congres la care au mai participat încă alte cinci delegații basarabene. În cadrul acestui congres a ținut și un discurs:
„ Salut Congresul Națiunilor în numele românilor din Basarabia. Mulți ați auzit de moldoveni, dar puțini cred, știu că națiune moldovenească nu există. Numele Moldova, moldoveni este numai teritorial și nu național, iar dacă noi numim moldovenești comitetele și organizațiile noastre, o facem aceasta numai din punctde vedere tactic, fiindcă cuvântul român sună prea aspru în urechile vrăjmailor noștri. (...)

La 1828, Nicolae I a desființat autonomia (de care se bucurase într-o oarecare măsură Basarabia în intervalul cuprins între 1818 și 1826) și de aici începe rusificarea forțată a Basarabiei, ale cărei mijloace erau: colonizarea, școala și biserica. Cei mai strașnici rusificatori erau guvernatorii, arhiereii și directorii de școli. Națiunea română a fost așa de îngenuncheată încât guvernul rusesc ajunsese în convingerea că nu mai există acolo o limbă, literatură și cultură românească, proiectul de lege propus de guvern în Dumă ca să li se dea națiunilor școală națională, prevedea numai 12 națiuni, dintre care cea română lipsea. În lupta noastră pentru autonomie, întâlnim cea mai strașnică opoziție din mai multe părți.(...) Pe steagul revoluției stă scris: «Federația și autonomi națională până la despărțire». Dar una e programul și alta este tactica. (...) Ce poate rezulta pentru noi din felul cum suntem tratați de tovarășii ruși?

Dacă în aspirațiile noastre politice ne vom lovi mereu de deziluzii, atunci noi, urmând necesității, care nu cunoaște cruțare, din prieteni ai democrației rusești vom deveni separatiști (dușmani).”
Alte subiecte aduse în discuție de către Teofil Ioncu în cadrul congresului au fost: lupta împotriva rămășițelor vechiului regim, indignarea față de activitatea redusă a guvernului provizoriu în legătură cu problema național, atitudinea partidelor socialiste care nu fac decât să acuze mișcările naționaliste de separatism și lupta solidară pe care trebuie să o desfășoare naționalitățile pentru un viitor mai bun. În legătură cu această din urmă chestiune, Teodor Ioncu a afirmat:
„Dvs, știți că România are interese tot așa de mari în Transilvania, ca și în Basarabia; cum se va hotărî chestiunea aceasta in Congresul de pace noi nu știm, putem însă presupune că, daca această chestiune nu se va rezolva în toată întinderea ei, conform principiului recunoscut al drepturilor popoaelor, atunci Basarabia poate să devină în viitor o nouă Alsacie-Lorenă.

Dacă în aspirațiunile noastre politice ne vom lovi mereu de deziluzii, atunci, urmând necesității carenu cunoaște cruțare, din prieteni ai democrației rusești vom deveni separatiști.”
La 17 octombrie 1917 apare în listele de candidați pentru Constituanta rusă. În 20 octombrie este delegat de P.N.M. la Congresul ostășesc. Din 21 noiembrie 1917 este deputat din partea P.N.M în Sfatul Țării, menținându-și mandatul până la 27 noiembrie 1918. În 27 martie 1918 votează pentru unirea Basarabiei cu România. În cadrul Sfatului a ocupat funcția de Președinte al Comisiei constituționale (19 mai-13 iulie 1918), fiind totodată membru al comisiei de drept, administrative și cea de declarații și statute. În guvernele prezidate de Pantelimon Erhan și de Daniel Ciuhureanu a fost Ministru al Finanțelor.
După unire, a avut mai multe funcții, printre care cea de deputat în Parlamentul României, cea de consilier (de două ori) la Ministerul Finațelor și cea de organizator al Băncii Basarabiei.

## Publicații
După realizarea unirii, a înființat revista economică Basarabia economică și a publicat un studiu economic cu privire la evoluția economică a Basarabiei sub stăpânirea rusească (1812-1917) și în primii ani de după unire.

## Recunoașteri
A primit ordinul Regele Ferdinand în gradul de comandor și Steaua României în gradul de ofițer.